# Alfred Stroh
Alfred Henry Stroh, född den 16 november 1878 i Berlin, Ontario, död den 9 mars 1922 i Stockholm, var en svensk Swedenborgsforskare av tysk-kanadensisk härkomst.
Stroh tillhörde en från Tyskland till Kanada utvandrad hantverkarfamilj av swedenborgiansk tro. Han genomgick först den swedenborgska akademin i Bryn Athyn, Pennsylvania och studerade därefter vid  universitetet i Philadelphia. 1902 kom han första gången till Sverige för att med understöd bedriva studier om Swedenborg. Åren 1904–1906 vistades han åter i USA och 1906 avlade han en master of arts-examen. Han återvände därefter till Sverige och blev svensk medborgare 1915.
Han deltog nitiskt i Vetenskapsakademiens arbete med att utge Swedenborgs naturvetenskapliga skrifter och skrev bland annat Grunddragen af Swedenborgs lif (1908) samt utgav Kronologisk förteckning öfver Emanuel Swedenborgs skrifter (1910; tillsammans med Greta Ekelöf), "The Swedenborg Archives" (2 band, 1912–1918) med mera.